# Championnat National 2023-2024
Lo Championnat National 2023-2024 fu la 31ª stagione dalla fondazione della Championnat National e la 25ª nel suo formato attuale, che funge da terza divisione del campionato di calcio francese; che si disputò tra l'11 agosto 2023 ed il 17 maggio 2024.

## Stagione

### Novità
Nella stagione precedente sono state promosse in Ligue 2 il Concarneau e il Dunkerque.
Nella stagione precedente sono retrocesse il Nancy, Bourg-en-Bresse, Stade Briochin, Le Puy, Paris 13 Atletico e il Bastia-Borgo.
Dalla Ligue 2 sono retrocesse il Digione, il Nîmes, il Niort e il Sochaux.
Dallo Championnat de France amateur sono state promosse l'Épinal, Marignane GCB, Rouen e il GOAL.

### Formula
Le diciotto squadre partecipanti si incontrano in un turno di andata e ritorno per un totale di 34 partite.
Le prime due squadre classificate sono promosse in Ligue 2.
Le ultime sei squadre classificate sono retrocesse in CFA.
Non si terranno gli spareggi per la promozione.

## Squadre partecipanti 2023-2024
| Club          | Città                  | Stadio                 | Capienza |
| ------------- | ---------------------- | ---------------------- | -------- |
| Avranches     | Avranches              | Stade René Fenouillère | 2.000    |
| Châteauroux   | Chateauroux            | Stade Gaston Petit     | 17.173   |
| SO Cholet     | Cholet                 | Stade Pierre Blouen    | 9.000    |
| Digione       | Digione                | Stade Gaston-Gérard    | 16.092   |
| Épinal        | Epinal                 | Stade de la Colombière | 8.000    |
| GOAL          | Chasselay              | Stade Ludovic Giuly    | 5.000    |
| Le Mans       | Le Mans                | MMArena                | 25.000   |
| Marignane GCB | Marignane              | Stade Saint-Exupéry    | 1.500    |
| Martigues     | Martigues              | Stade Francis Turcan   | 8.289    |
| Nancy         | Nancy                  | Stade Marcel Picot     | 20.087   |
| Nîmes         | Nîmes                  | Stade des Costières    | 18.442   |
| Niort         | Niort                  | Stade René-Gaillard    | 10.988   |
| Orléans       | Orléans                | Stade de la Source     | 7.000    |
| Red Star      | Saint-Ouen             | Stadio Bauer           | 10.000   |
| Rouen         | Rouen                  | Stade Robert Diochon   | 10.000   |
| Sochaux       | Sochaux                | Stade Auguste Bonal    | 20.005   |
| Versailles    | Versailles             | Stade Jean Bouin       | 3.200    |
| Villefranche  | Villefranche-sur-Saône | Stade Armand-Chouffet  | 3.200    |

## Allenatori e primatisti
| Squadra       | Allenatore                    | Calciatore più presente | Cannoniere             |
| ------------- | ----------------------------- | ----------------------- | ---------------------- |
| Avranches     | Damien Ott                    |                         | Alan Kerouedan (15)    |
| Chateauroux   | Olivier Saragaglia            |                         | Geoffray Durbant (11)  |
| Cholet        | Goran Jovanovic               |                         | Yankuba Jarju (10)     |
| Digione       | Benoit Tavenot                |                         | Zakaria Fdaouch (10)   |
| Epinal        | Fabien Tissot                 |                         | Esteban Lepaul (12)    |
| GOAL          | Fabien Pujo                   |                         | Florian Raspentino (9) |
| Le Mans       | Réginald Ray Yohann Feurprier |                         | Mehdi Boussaïd (11)    |
| Marignane GCB | Brahim Hemdani                |                         | Diawoye Diarra (15)    |
| Martigues     | Grégory Poirier               |                         | Amine Hemia (9)        |
| Nancy         | Benoît Pedretti Pablo Correa  |                         | Cheikh Touré (15)      |
| Nimes         | Frédéric Bompard              |                         | Orphé Mbina (8)        |
| Niort         | Philippe Hinschberger         |                         | Nesta Elphege (13)     |
| Orléans       | Bernard Casoni Karim Mokeddem |                         | Kévin Fortuné (7)      |
| Red Star      | Habib Beye                    |                         | Hacène Benali (13)     |
| Rouen         | Maxime D'Ornano               |                         | Christopher Ibayi (8)  |
| Sochaux       | Oswald Tanchot                |                         | Kévin Hoggas (10)      |
| Versailles    | Laurent Peyrelade             |                         | Mehdi Baaloudj (8)     |
| Villefranche  | Romain Revelli                |                         | Maxime Blanc (6)       |

## Classifica
Aggiornata al 18 maggio 2024
|  | Pos. | Squadra       | Pt | G  | V  | N  | P  | GF | GS | DR  |
|  | ---- | ------------- | -- | -- | -- | -- | -- | -- | -- | --- |
|  | 1.   | Red Star      | 65 | 34 | 19 | 8  | 7  | 55 | 34 | 21  |
|  | 2.   | Martigues     | 59 | 34 | 17 | 8  | 9  | 44 | 28 | 15  |
|  | 3.   | Niort         | 58 | 34 | 17 | 7  | 10 | 58 | 42 | 16  |
|  | 4.   | Digione       | 54 | 34 | 15 | 9  | 10 | 50 | 41 | 9   |
|  | 5.   | Le Mans       | 52 | 34 | 14 | 10 | 10 | 49 | 43 | 6   |
|  | 6.   | Nancy (-1)    | 50 | 34 | 14 | 9  | 11 | 51 | 46 | 5   |
|  | 7.   | Rouen (-5)    | 49 | 34 | 15 | 9  | 10 | 41 | 47 | -6  |
|  | 8.   | Sochaux       | 48 | 34 | 12 | 12 | 10 | 52 | 45 | 7   |
|  | 9.   | Versailles    | 47 | 34 | 12 | 11 | 11 | 41 | 33 | 8   |
|  | 10.  | Nîmes         | 44 | 34 | 11 | 11 | 12 | 36 | 43 | -7  |
|  | 11.  | Orléans       | 44 | 34 | 11 | 11 | 12 | 36 | 37 | -1  |
|  | 12.  | Châteauroux   | 42 | 34 | 10 | 12 | 12 | 41 | 44 | -3  |
|  | 13.  | Villefranche  | 41 | 34 | 10 | 11 | 13 | 36 | 43 | -7  |
|  | 14.  | GOAL          | 38 | 34 | 10 | 8  | 16 | 43 | 47 | -4  |
|  | 15.  | Avranches     | 38 | 34 | 11 | 5  | 18 | 37 | 59 | -22 |
|  | 16.  | Marignane GCB | 37 | 34 | 9  | 10 | 15 | 37 | 50 | -13 |
|  | 17.  | Épinal        | 33 | 34 | 9  | 6  | 19 | 39 | 51 | -12 |
|  | 18.  | SO Cholet     | 32 | 34 | 9  | 5  | 20 | 34 | 55 | -21 |

Legenda:

      Promosse in Ligue 2 2024-2025

      Retrocesse in Championnat National 2

Note:
Il 23 giugno 2023, la FFF ha annunciato una detrazione di un punto per il Nancy, applicabile alla stagione 2023-24, a causa di incidenti nella partita contro il Bourg-Péronnas nell'ultima giornata della stagione Championnat National 2022-23.
Il 28 novembre 2023, il DNCG ha annunciato una detrazione di cinque punti per il Rouen, a causa di problemi finanziari.
Il 19 gennaio 2024, la commissione d'appello della FFF ha annunciato che il Villefranche avrebbe dovuto ripetere le partite contro Rouen, Avranches e Le Mans dopo aver schierato un giocatore non idoneo nelle partite ufficiali. I tre risultati sono stati rimossi dalla classifica.
Il Niort è stato escluso dalle competizioni nazionali dalla DNCG

## Statistiche

### Individuali

#### Classifica marcatori
| Gol |  |  | Giocatore        | Squadra     |
| --- |  |  | ---------------- | ----------- |
| 15  |  |  | Alan Kerouedan   | Avranches   |
| 15  |  |  | Diawoye Diarra   | Marignane   |
| 15  |  |  | Cheikh Touré     | Nancy       |
| 13  |  |  | Hacène Benali    | Red Star    |
| 13  |  |  | Nesta Elphege    | Niort       |
| 12  |  |  | Esteban Lepaul   | Epinal      |
| 11  |  |  | Mehdi Boussaïd   | Le Mans     |
| 11  |  |  | Geoffray Durbant | Chateauroux |
| 10  |  |  | Zakaria Fdaouch  | Digione     |
| 10  |  |  | Kévin Hoggas     | Sochaux     |